# Hồng Nhung

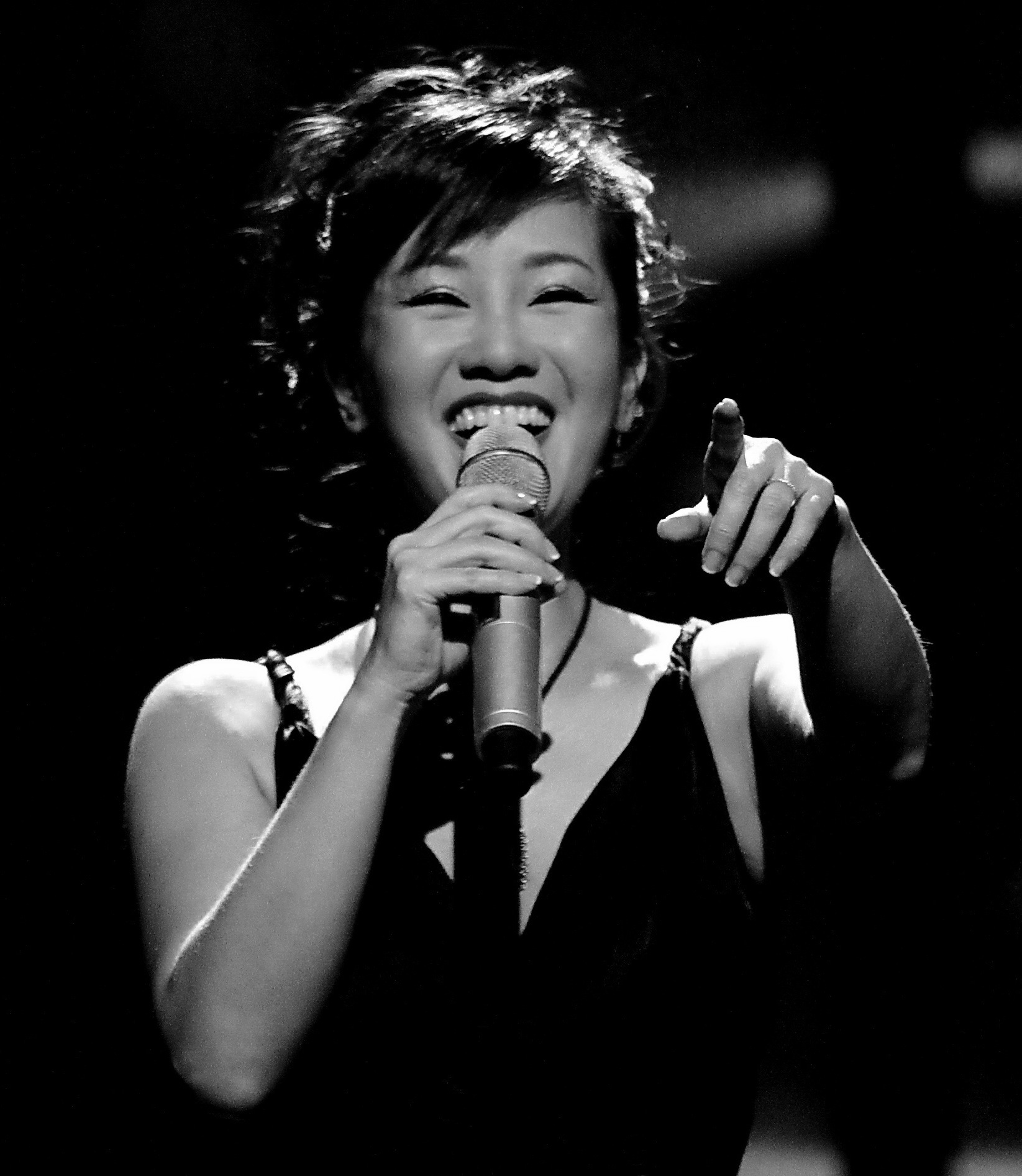

Lê Hồng Nhung (* 15. März 1970 in Hanoi), bekannt auch als Bống, ist eine vietnamesische Sängerin.

## Leben
Hồng Nhung entstammt einer vietnamesischen Intellektuellenfamilie. Ihr Großvater väterlicherseits war der Maler Lê Văn Ngoạn, der Großvater mütterlicherseits Đới Xuân Ninh war Linguist. Der Sänger Bằng Kiều ist ihr Onkel, ihr Vater Lê Văn Viện arbeitet als Übersetzer. Sie war als Kind eine hervorragende Schülerin, die in die Liste der besten Schüler Hanois aufgenommen wurde und von Premierminister Phạm Văn Đồng eine Verdiensturkunde erhielt.
Im Alter von elf Jahren nahm sie bei Voice of Vietnam ihr erstes Lied auf (Lời chào của em). Fünfzehnjährig gewann sie in Haiphong die Goldmedaille in der Musikshow Hội diễn chuyên nghiệp toàn quốc. Siebzehnjährig war sie Teilnehmerin des Wettbewerbs Giọng hát hay Hà Nội (Hanois gute Stimme). 1990 zog sie mit ihrem Vater nach Saigon. Dort lernte sie den Musiker Trịnh Công Sơn kennen, der sie in ihrer musikalischen Laufbahn entscheidend förderte. Sieben Jahre in Folge in den 1990er Jahren und erneut 2010 wurde sie bei der Grünen Welle (Làn sóng xanh), den populärsten Musikcharts Vietnams, als beliebteste Sängerin des Jahres geführt. Auch bei Vietnam TV wurde sie (2002) als beste Sängerin gewählt. Ihr Album Vì ta cần nhau zählte 2007 zu den zehn meistverkauften Alben Vietnams. 2010 gewann sie bei den Vietnamese Music Video Awards (Giải thưởng video nhạc Việt) von MTV Vietnam den Dritten Preis.

## Diskographie
- Tiếng hát Hồng Nhung (1988)
- Sao anh không Đến (1991)
- Nỗi nhớ mây xưa (1992)
- Bống Bồng ơi (1993)
- Mê khúc (1995)
- Chợt nghe em hát (1995)
- Đoản khúc thu Hà Nội (1997)
- Hồng Nhung & những bài top ten (1998)
- Vườn yêu (1998)
- Bài hát ru cho anh (1998)
- Lời thiên thu gọi (1999)
- Ru tình (2000)
- Cháu vẽ ông mặt trời (2001)
- Ngày không mưa (2002)
- Thuở Bống là người (2003)
- Một ngày mới (2003)
- Khu vườn yên tĩnh (2004)
- Như cánh vạc bay (2006)
- Vì ta cần nhau (2007)
- Vòng tròn (2011)